# STS-61
STS-61 var en rymdfärjeflygning i det amerikanska rymdprogrammet. Det var den femte flygningen med Endeavour. Den sköts upp från Pad 39B vid Kennedy Space Center i Florida den 2 december 1993. Efter nästan elva dagar i omloppsbana runt jorden återinträdde rymdfärjan i jordens atmosfär och landade vid Kennedy Space Center.
Uppdraget var att serva Rymdteleskopet Hubble.